# Yongfu (sockenhuvudort i Kina, Heilongjiang Sheng, lat 47,05, long 126,42)
Yongfu (kinesiska: 永富, 永富乡) är en sockenhuvudort i Kina. Den ligger i provinsen Heilongjiang, i den nordöstra delen av landet, omkring 140 kilometer norr om provinshuvudstaden Harbin. Antalet invånare är 38 988. Befolkningen består av 19 602 kvinnor och 19 386 män. Barn under 15 år utgör 14,0 %, vuxna 15-64 år 79 %, och äldre över 65 år 6,0 %.
Runt Yongfu är det ganska tätbefolkat, med 199 invånare per kvadratkilometer. Yongfu är det största samhället i trakten. Trakten runt Yongfu består till största delen av jordbruksmark.
Genomsnittlig årsnederbörd är 807 millimeter. Den regnigaste månaden är juli, med i genomsnitt 229 mm nederbörd, och den torraste är januari, med 8 mm nederbörd.